# Ertapenem
Ertapenem (łac. ertapenemum) – wielofunkcyjny organiczny związek chemiczny, bakteriobójczy antybiotyk beta-laktamowy z grupy karbapenemów, oporny na działanie większości β-laktamaz w tym β-laktamaz o rozszerzonym spektrum działania, natomiast wrażliwy na działanie metalo-β-laktamaz.

## Mechanizm działania
Ertapenem jest antybiotykiem bakteriobójczym, hamującym syntezę ściany komórkowej bakterii Gram-ujemnych oraz Gram-dodatnich poprzez unieczynnianie białek wiążących penicylinę. Ertapenem jest oporny na działanie większości β-laktamaz w tym β-laktamaz o rozszerzonym spektrum działania, natomiast wrażliwy na działanie metalo-β-laktamaz. Ertapenem nie hamuje cytochromu P450 (CYP1A2, CYP2C9, CYP2C19, CYP2D6, CYP2E1 oraz CYP3A4). 

## Zastosowanie
- zakażenia u dorosłych i dzieci w wieku powyżej 3 miesiąca życia[6]:
  - pozaszpitalne zapalenie płuc,
  - powikłane zakażenia wewnątrzbrzuszne,
  - ostre zakażenia ginekologiczne,
  - zakażenia skóry i tkanek miękkich w przebiegu stopy cukrzycowej,
- zapobieganie zakażeniu miejsca operowanego po planowej operacji okrężnicy lub odbytnicy.

W 2016 roku ertapenem był dopuszczony do obrotu w Polsce w preparacie prostym.

## Działania niepożądane
Ertapenem może powodować następujące działania niepożądane, występujące u ponad 1% pacjentów:
- biegunka,
- ból głowy,
- nudności,
- odczyn zapalny w miejscu podania leku,
- trombocytoza,
- wzrost aktywności fosfatazy alkalicznej (FA),
- wzrost aktywności aminotransferazy alaninowej (AlAT),
- wzrost aktywności aminotransferazy asparaginianowej (AspAT).